# 伊吾郡
伊吾郡，中国北魏至隋朝设立的郡。北魏太和十二年（488年）置，治所在今新疆维吾尔自治区哈密市。辖境约当今新疆维吾尔自治区哈密市区域。